# الحقل (النادرة)

تعديل مصدري - تعديل

الحقل محلة تابعة لقرية الكولة، التابعة لعزلة شعب المريسي بمديرية النادرة إحدى مديريات محافظة إب في الجمهورية اليمنية، بلغ تعداد سكانها 138 حسب تعداد اليمن لعام 2004.